# دکستر (میشیگان)
دکستر (به انگلیسی: Dexter) یک منطقهٔ مسکونی در ایالات متحده آمریکا است که در شهرستان وشتناو واقع شده‌است. دکستر ۵٫۰۹ کیلومتر مربع مساحت و ۴٬۵۰۰ نفر جمعیت دارد و ۲۶۵ متر بالاتر از سطح دریا واقع شده‌است.